# Кваркова епоха
У фізичній космології кваркова епоха, або епоха кварків — це період в еволюції раннього Всесвіту, коли фундаментальні взаємодії, а саме — гравітація, електромагнетизм, сильна взаємодія та слабка взаємодія, — набули їхньої сьогоднішньої форми, однак температура Всесвіту все ще була надто високою, щоб кварки  могли об'єднуватись та утворювати адрони. Кваркова епоха розпочалась приблизно на 10−12 секунди після Великого вибуху, коли завершилася попередня електрослабка епоха, оскільки електрослабка взаємодія розділилася на слабку взаємодію та електромагнетизм. Протягом кваркової епохи Всесвіт був наповнений густою, гарячою кварк-глюонною плазмою, що містила кварки, лептони та їхні античастинки. Зіткнення між частинками були надто енергетичними, щоб кварки могли з'єднуватись у мезони чи баріони. Кваркова епоха завершилась, коли Всесвіту виповнилось близько 10−6 секунди, і коли середня енергія взаємодій між частинками спала нижче енергії зв'язку адронів. Наступний період, коли кварки стали об'єднуватися в адрони, відомий як адронна епоха.